# Dominique Brunard
Dominique Joseph Brunard (Brussel, 9 september 1844 - Baisy-Thy, 14 september 1897) was een Belgische industrieel en politicus. Hij was zoon van de handelaar Edouard Hubert Frédéric Brunard, en van Adelaïde Brunard. Hij bleef ongehuwd. Senator Edouard Hubert Brunard was zijn broer.

## Levensloop
Brunard was industrieel, geassocieerd met zijn broer Edouard, onder meer in de Société anonyme des Sulfates de Baryte de Fleurus en de Société anonyme de Saint-Roch.
Hij was lid van de redactieraad van de Courrier de Nivelles. Hij werd verkozen tot provincieraadslid voor Brabant (1882-1892). Van 1848 tot 1895 was hij gemeenteraadslid van Baisy-Thy en was er schepen (1848-1887) en burgemeester (1888-1895).
In 1892 werd hij verkozen tot liberaal senator voor het arrondissement Nijvel en vervulde dit mandaat tot in oktober 1894, met andere woorden tot aan de grondige wijziging van het kiessysteem, die als gevolg had dat de liberale partij aanzienlijk veel zetels verloor.